# Transformers: Fall of Cybertron
Transformers: Fall of Cybertron är en tredjepersonsskjutare utvecklat av High Moon Studios och utgivet av Activision. Det är uppföljaren till Transformers: War for Cybertron från 2010, och som direkt följer händelserna i det spelet där Autobots kämpar för att besegra Decepticons i ett krig för deras hemplanet Cybertron. Spelet släpptes den 21 augusti 2012 i Nordamerika och den 24 augusti 2012 i Europa till Microsoft Windows, Playstation 3 och Xbox 360.
Spelet berättar historien om Transformers, fiktiva robotlivsformer, och krigets sista dagar på deras hemplanet Cybertron. En bakgrundssubplot för Dinobots är också skildrad, och andra subplots berättar också en adapterad historia för flera figurer. Några röstskådespelare från TV-serien The Transformers återvänder till sina respektive roller, inklusive Peter Cullen som Autobot-ledaren Optimus Prime och Gregg Berger som Grimlock. Andra återvänder till sina roller från Transformers: War for Cybertron.
Fall of Cybertron fick mestadels positiv kritik från recensenter, vilka ansåg att spelet var trogen till Transformers-serien och som en god fanservice, men vissa tyckte att berättelsens takt saktade ibland. Spelupplägget fick mestadels beröm, men vissa recensenter citerade avlägsnandet av War for Cybertrons kooperativa kampanj som en lågpunkt. Spelets grafik och ljud fick också i stort sett positiva kommentarer, även om vissa recensenter lade märkte till bildfrekvensproblemen med Playstation 3-versionen. Ett filmlicensspel med titeln Transformers: Rise of the Dark Spark, som utspelar sig delvis mellan War for Cybertron och Fall of Cybertron släpptes den 24 juni 2014.

## Figurer
| Figur         | Röst                   | Noter |
| Autobots      | Autobots               | Autobots |
| ------------- | ---------------------- | --- |
| Air Raid      | Liam O'Brien           | Ej spelbar figur |
| Bumblebee     | Johnny Yong Bosch      | Spelbar i Escalation |
| Cliffjumper   | Nolan North            | Spelbar i Escalation |
| Grimlock      | Gregg Berger           | |
| Hound         |                        | Nedladdningsbart innehåll, endast spelbar i flerspelarläget                                                                                                |
| Ironhide      | Keith Szarabajka       | Ej spelbar figur |
| Jazz          | Troy Baker             | |
| Jetfire       |                        | |
| Metroplex     | Fred Tatasciore        | Ej spelbar figur |
| Optimus Prime | Peter Cullen           | Alternativt skin tillgängligt (förhandsbokning/nedladdningsbart innehåll) Spelbar i Escalation                                                             |
| Perceptor     | Jim Ward               | Spelbar i Escalation |
| Ratchet       | Fred Tatasciore        | Spelbar i Escalation |
| Sideswipe     | Travis Willingham      | Alternativt skin tillgängligt (förhandsbokning/nedladdningsbart innehåll)                                                                                  |
| Silverbolt    | Patrick Seitz          | |
| Sludge        |                        | Ej spelbar figur |
| Slug          | Travis Willingham      | Nedladdningsbart innehåll, endast spelbar i flerspelarläget Slag döptes om till Slug i spelet på grund av att Slag är en nedsättande term i vissa kulturer |
| Snarl         |                        | Nedladdningsbart innehåll, endast spelbar i flerspelarläget                                                                                                |
| Swoop         | Mark Allan Stewart     | |
| Ultra Magnus  |                        | Nedladdningsbart innehåll, endast spelbar i flerspelarläget                                                                                                |
| Warpath       | Jamieson Price         | Spelbar i Escalation |
| Wheeljack     |                        | Spelbar i Escalation |
| Zeta Prime    | Troy Baker             | Nedladdningsbart innehåll, endast spelbar i flerspelarläget                                                                                                |
| Decepticons   |                        | |
| Blast Off     | Keith Silverstein      | Nedladdningsbart innehåll, endast spelbar i flerspelarläget                                                                                                |
| Brawl         | Nolan North            | Spelbar i Escalation |
| Bruticus      | Nolan North            | Alternativt skin tillgängligt (förhandsbokning/nedladdningsbart innehåll)                                                                                  |
| Dead End      |                        | Nedladdningsbart innehåll, endast spelbar i flerspelarläget                                                                                                |
| Demolishor    |                        | Nedladdningsbart innehåll, endast spelbar i flerspelarläget                                                                                                |
| Frenzy        | Crispin Freeman        | Ej spelbar figur |
| Hardshell     | Keith Silverstein      | Nedladdningsbart innehåll, endast spelbar i flerspelarläget                                                                                                |
| Insecticon    |                        | Ej spelbar figur |
| Kickback      | Troy Baker             | Nedladdningsbart innehåll, endast spelbar i flerspelarläget                                                                                                |
| Laserbeak     |                        | Ej spelbar figur |
| Megatron      | Fred Tatasciore        | Spelbar i Escalation |
| Onslaught     | Travis Willingham      | Spelbar i Escalation |
| Quake         | Fred Tatasciore        | Spelbar i Escalation |
| Rumble        | Keith Silverstein      | Ej spelbar figur |
| Shockwave     | Steve Blum             | Spelbar i Escalation |
| Sharpshot     | Steve Blum             | |
| Soundwave     | Isaac C. Singleton Jr. | Spelbar i Escalation |
| Starscream    | Sam Riegel             | Spelbar i Escalation |
| Swindle       | Steve Blum             | Spelbar i Escalation |
| Trypticon     | Fred Tatasciore        | Ej spelbar figur |
| Vortex        | David Boat             | |